# Подобедова, Екатерина Ивановна
Екатерина Ивановна Подобедова (20 ноября (2 декабря) 1839 — 3 [15] мая 1883, Санкт-Петербург) — актриса
, артистка Петербургских Императорских театров; по мужу Нильская. Указывалась как Подобедова 2-я (в отличие от своей сестры актрисы Надежды Ивановны Подобедовой 1-й.

## Биография
Родилась 20 ноября (2 декабря) 1839 года в семье Санкт-Петербургского музыканта Ивана Корниловича Подобедова.
Училась в Петербургском театральном училище, по окончании которого в 1858 году была принята в драматическую труппу Александринского театра на амплуа инженю. Дебютировала в пьесах: «Школа женщин» и «Весною». Вся её дальнейшая биография была неразрывно связана с одним театром, где она постепенно переходила на всё более значимые роли.
Не отличаясь выдающимся дарованием, она, однако, вскоре обратила на себя внимание серьёзным отношением и тщательностью отделки своих ролей. Вскоре она уже перешла на первые роли и заняла многие из амплуа актрисы Снетковой.
Дальнейшие роли: Полинька в «Доходном месте», Варюша — «Было да прошло»; также играла в пьесе Д. В. Аверкиева «Фрол Скабеев».
В начале 1870-х гг. она перешла на амплуа гранд-дам: Наталья Дмитриевна в «Горе от ума» (1871—1872), Вышневская в «Доходном месте», Зябликова в комедии А. А. Потехина «Вакантное место».
С конца 1870-х годов она всё реже появлялась на сцене по причине болезни; в 1882 году, прослужив в драматической труппе Императорских театров 24 года, вышла в отставку.
С 22 августа 1865 года была замужем за актёром А. А. Нильским.
Скончалась 3 (15) мая 1883 года и была похоронена на Никольском кладбище Александро-Невской лавры. По некоторой грустной иронии судьбы произошло это примерно через год после того, как супруги Нильские выиграли по лотерейному билету 75 000 рублей.